# Available-to-promise
Available-to-promise (deutsch zusicherbarer Bestand) bezeichnet die betriebswirtschaftliche Fragestellung, ob eine bestimmte Menge eines Materials oder Produkts zu einem Bedarfstermin zur Verfügung steht oder ob gegebenenfalls das Material zu einem späteren Zeitpunkt oder in einer geringen Menge bereitgestellt werden kann. Zur Feststellung, ob ein Material zur Verfügung steht, können neben dem Lagerbestand auch weitere Zugänge berücksichtigt werden, wie Bestellungen und Fertigungsaufträge, und es kann berücksichtigt werden, ob konkurrierende Aufträge bereits Mengen zugesichert bekommen haben.